# Hydrellia argyrostoma
Hydrellia argyrostoma är en tvåvingeart som först beskrevs av Christian Stenhammar 1844.  Hydrellia argyrostoma ingår i släktet Hydrellia och familjen vattenflugor.
Artens utbredningsområde är Sverige. Arten är reproducerande i Sverige. Inga underarter finns listade i Catalogue of Life.